# Pellegrino di Mariano
Pellegrino di Mariano  (dit  Rossini) est un peintre et un enlumineur italien de l'école siennoise documenté à Sienne entre 1449 et 1492, date de sa mort.

## Biographie
Il travailla avec Liberale da Verona, Francesco Rosselli à enluminer des antiphonaires exposés dans la Libreria Piccolomini du dôme de Sienne.
Il fut également un peintre de tavoletta di Biccherna.

## Œuvres
- Vierge à l'Enfant (1460-1470), collection privée.
- Madone et deux anges, collection privée.
- Vierge à l'enfant avec quatre saints, retable de 69 × 37 cm, musée du Petit Palais d'Avignon
- Vierge en Maestà avec les saints Jean et  Bernardin de Sienne (surmontée d'une Crucifixion), Brooks Museum of Art, Memphis.
- Tavoletta di Biccherna (1455), L'Annonciation entre saint Bernard et le pape Calixte III, avec les enfants qui prient contre le Turc, bois de 43 × 31 cm, Archives d'État de Sienne, inventaire no 47[2].
- Christ au sépulcre et pleureurs, peinture sur bois, Musée diocésain de Sienne.
- Vierge à l'Enfant entre saint Jean-Baptiste et saint François d'Assise, musée des beaux-arts de Lyon, inv. no H 983

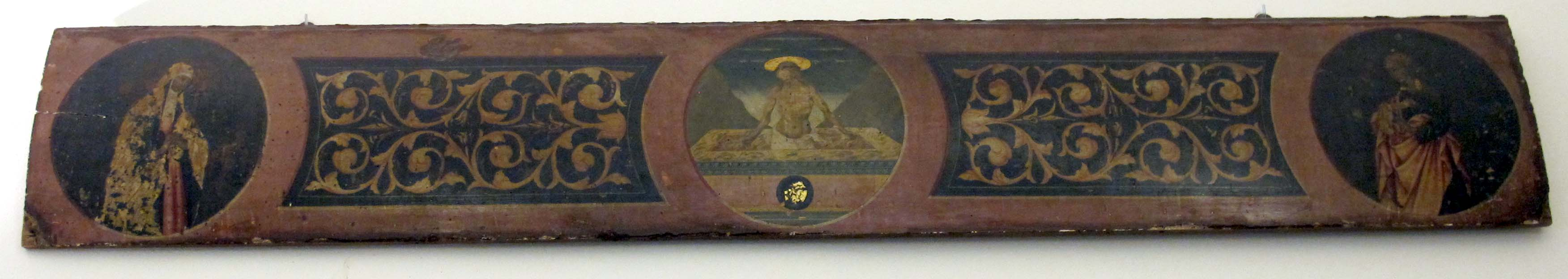
Christ au sépulcre et pleureurs.

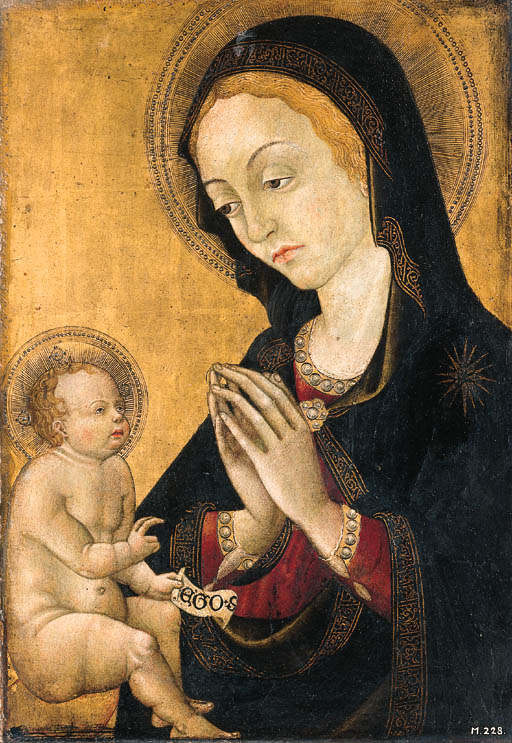
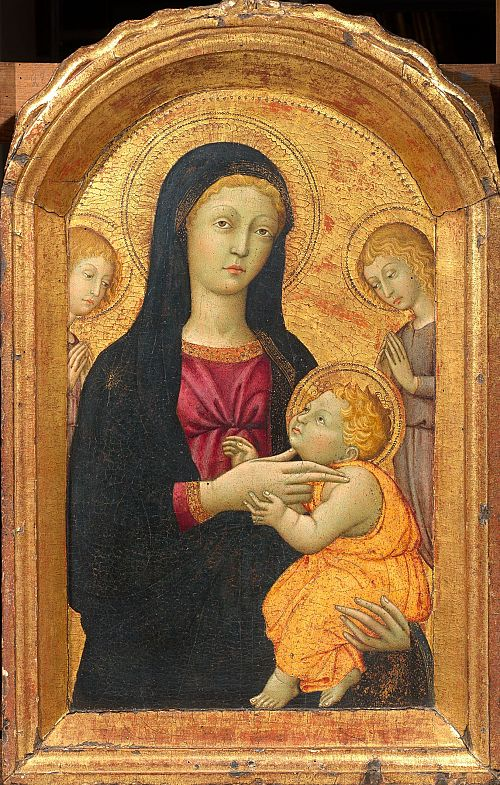
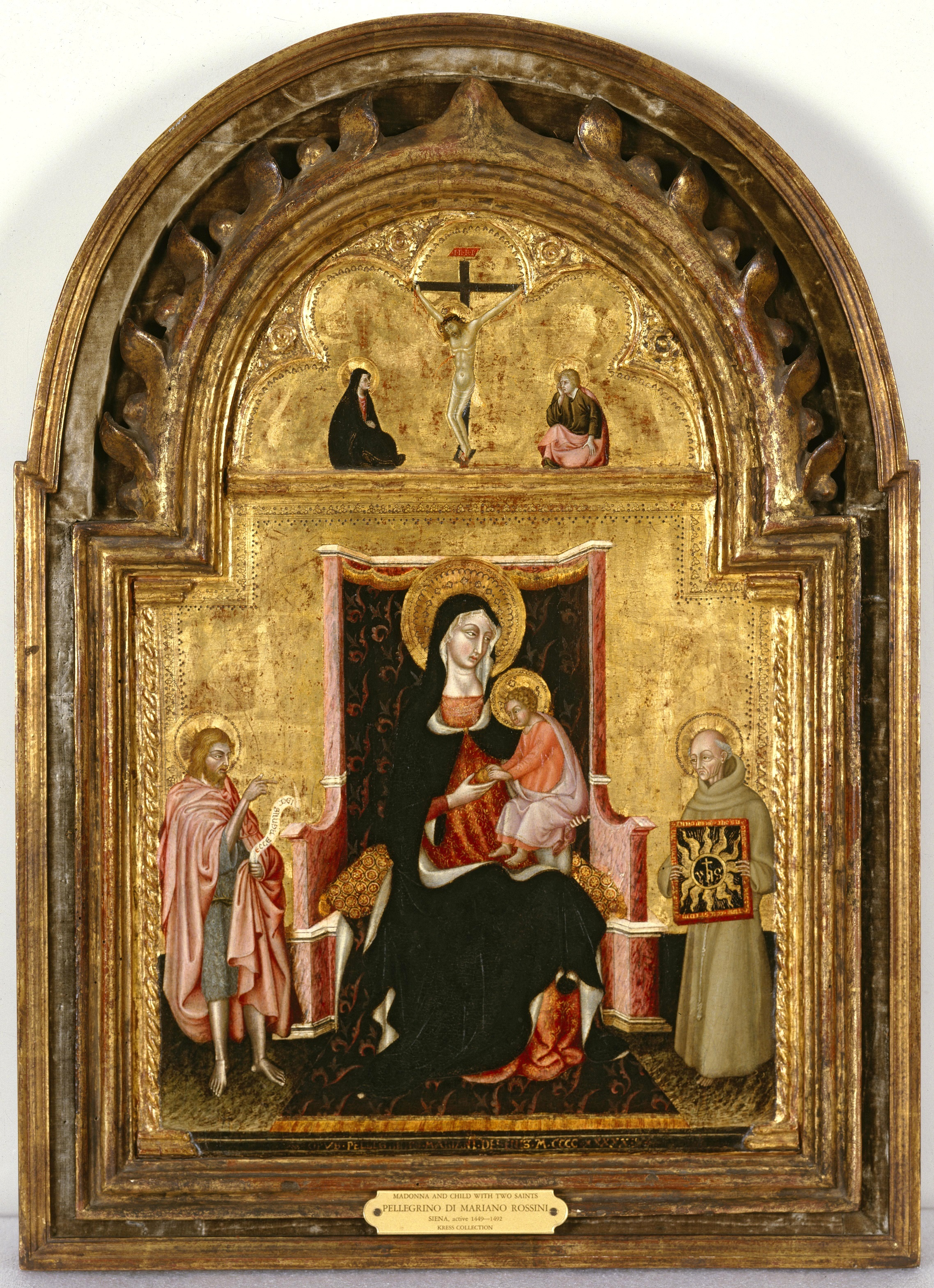
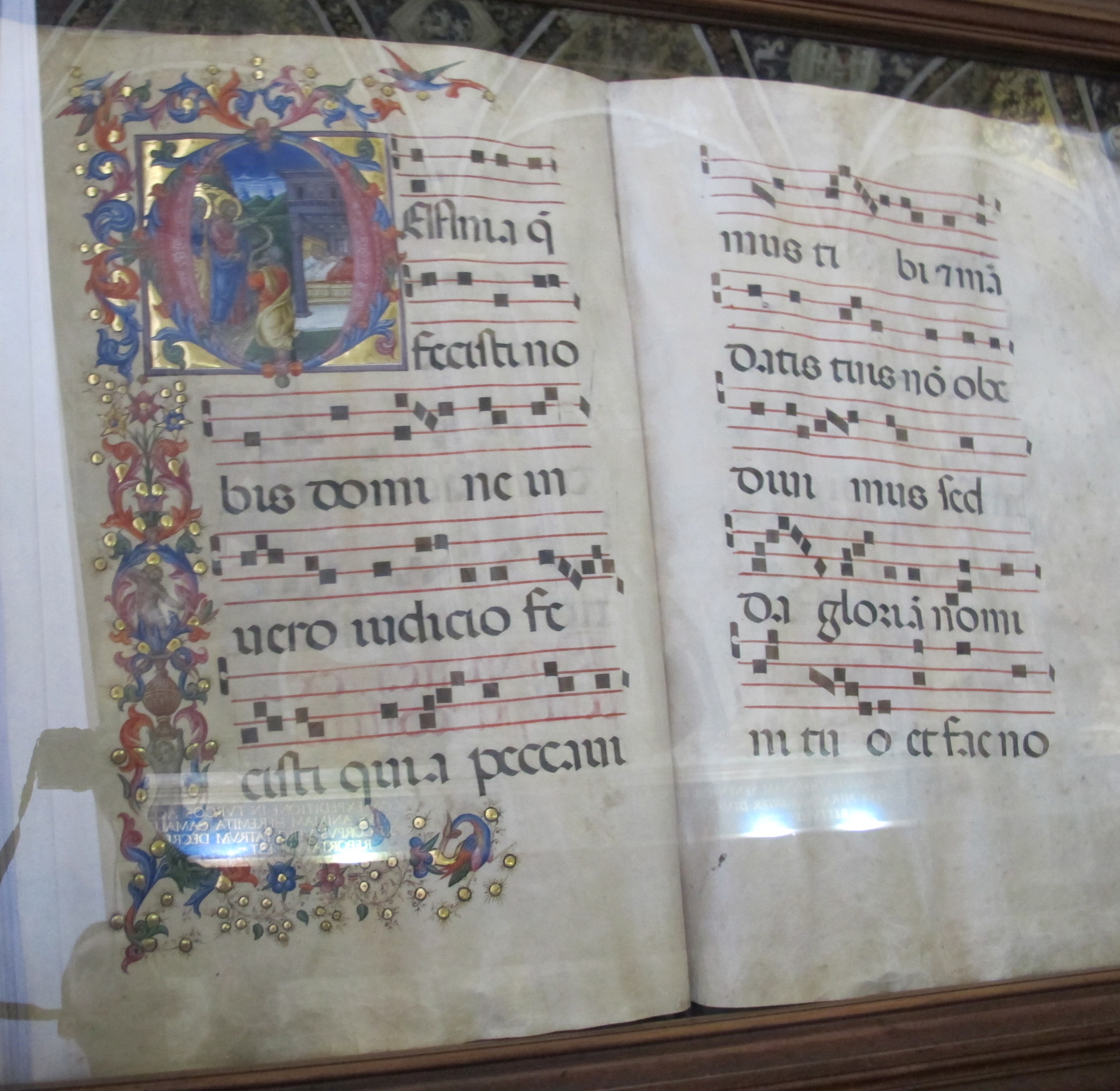